# Portal de Aramu Muru
El Portal de Aramu muru, o Ajayu Marka (en idioma aimara: Ajayu marka) y otras veces llamado Willka Uta es un lugar histórico-mitológico ubicado en el extremo sur del distrito de Ilave en la provincia de El Collao en el Departamento de Puno, Perú. Se halla a mitad de camino entre las ciudades de Ilave y Juli por la ruta nacional PE-3S no muy lejos del lago Titicaca.

## Etimología
Ajayu Marka se compone de dos palabras del idioma aimara:
- Ajayu: 'espíritu', 'alma', 'consciencia' o 'energía'
- Marka:  'ciudad', 'pueblo', 'nación' o 'comunidad'

Willka Uta se compone de dos palabras:
- Willka: 'sol'
- Uta: 'puerta'

## Descripción
El portal de Aramu muro tiene forma cuadrada, de 7 metros de lado por 7 metros de altura tallado en la roca, con un nicho más pequeño de forma trapezoidal en el centro de la base que mide 2 metros de altura. Hasta ahora no se ha realizado un serio estudio arqueológico que pueda revelar la fecha de cuando los primeros pobladores empezaron a considerar sagrado este lugar.
Se tiene en cuenta que muchas culturas pre inkas habitaron la zona del altiplano peruano como lo son los pukinas, lupacas y Aymaras 